# Elpidio de Lyon
Elpidio de Lyon (m. Lyon, Francia, 422), fue un confesor obispo de Lyon del siglo V. Sucedió a Antíoco de Lyon en el obispado en el 410. Murió de causas naturales en el 422 y sus reliquias se encuentran en la iglesia benedictina de San Justo, en Lyon.